# Elezioni parlamentari nelle Maldive del 2024
Le elezioni parlamentari nelle Maldive del 2024 si sono tenute il 21 aprile per il rinnovo dell'Assemblea del popolo, il parlamento del paese.
Originariamente previste per il 17 marzo, furono in seguito posticipate di poco più di un mese il 28 febbraio, con un disegno di legge di revisione costituzionale che mise al bando la possibilità di tenere le elezioni durante il periodo religioso, poiché coincidenti con il Ramadan.
Le elezioni hanno visto un’enorme vittoria per il Congresso Nazionale del Popolo (PNC) che, originariamente alle frange della politica nazionale, è inaspettatamente riuscito ad ottenere una supermaggioranza qualificata di 66 seggi (ossia superiore ai 2/3 dei seggi disponibili), all’interno del Assemblea del popolo. Tale vittoria, ottenuta a discapito dell’opposizione, idealmente guidata dal Partito Democratico Maldiviano (MDP), il quale ha singolarmente ottenuto solo 12 seggi, è stata attuata anche grazie alla sempre maggiore popolarità e rilevanza del Presidente Mohamed Muizzu che, eletto l’anno precedente, ha così potuto consolidare il suo supporto e la sua agenda politica.

## Sistema elettorale
Per l’elezione dei membri dell’Assemblea del popolo, la legge elettorale maldiviana prevede l’applicazione di un sistema maggioritario secco in vari collegi uninominali.
Tuttavia, poiché il numero di seggi è variabile, prima delle elezioni si attua da parte dell’autorità elettorale una revisione del numero complessivo (che in questa tornata è passato da 87 a 93), al fine di adattarlo ai cambiamenti demografici.

## Risultati
| Congresso Nazionale del Popolo (PNC)        | 101 120 | 48,06 | 66 |  |  |  |
| Partito Democratico Maldiviano (MDP)        | 64 650  | 30,73 | 12 |  |  |  |
| I Democratici (DEMS)                        | 4 635   | 2,20  | –  |  |  |  |
| Alleanza dello Sviluppo delle Maldive (MDA) | 4 071   | 1,93  | 2  |  |  |  |
| Partito Repubblicano (JP)                   | 3 141   | 1,49  | 1  |  |  |  |
| Partito della Giustizia (AP)                | 2 538   | 1,21  | –  |  |  |  |
| Partito Nazionale Maldiviano (MNP)          | 1 060   | 0,50  | 1  |  |  |  |
| Indipendenti (IND)                          | 29 175  | 13,87 | 11 |  |  |  |
| Totale                                      | 210 390 | 100   | 93 |  |  |  |
|                                             |         |       |    |  |  |  |
| Schede bianche                              | 0       | 0,00  |    |  |  |  |
| Schede nulle                                | 3 010   | 1,75  |    |  |  |  |
| Votanti                                     | 172 033 | 60,43 |    |  |  |  |
| Elettori                                    | 284 663 |       |    |  |  |  |

Nota: Il totale esposto, 210.390, non corrisponde al totale dei singoli voti espressi per un partito, bensì la somma delle preferenze totali: all’interno dei singoli collegi, infatti, potevano essere presenti più candidati supportati dal medesimo partito.
Nota: Sul numero dei votanti (172.033), 169.023 (98,25%) sono votanti che hanno espresso voti validi.
Nota: Nel conteggio delle schede, il paese unifica le bianche alle nulle.